# Сатору Накаджима
Вижте пояснителната страница за други личности с името Накаджима.
Сатору Накаджима е японски пилот от Формула 1. Роден е на 23 февруари 1953 в Оказаки, Япония, има седемдесет и четири участия във Формула 1, в които записва една най-бърза обиколка и 16 точки.
Синът му Казуки Накаджима (р. 1985) е също пилот от Формула 1.